# Rebarbara
A rebarbara (Rheum) a szegfűvirágúak (Caryophyllales) rendjébe és a keserűfűfélék (Polygonaceae) családjába tartozó, lágyszárú növénynemzetség. A növényeknek nagy, háromszögforma levelei vannak, húsos levélnyéllel. A kétivarú virágok aprók, színük a zöldesfehértől a rózsavörösig terjed, bogas fürtvirágzatba tömörülnek.
Számos faját termesztik gyógynövényként, vagy emberi fogyasztásra − ide tartozik a zöldségként termesztett Rheum rhabarbarum vagy Rheum x hybridum, illetve a Rheum rhaponticum faj is. Bár levele mérgező (vesekövet, és nagy mennyiséget elfogyasztva akár halált is okozhat), a levélnyelet fanyar ízéért felhasználják.

## A növénynem nevének eredete
A növénynem elnevezése az ókori görög rhéon (ῥῆον) szóból származik, melyet Pedaniosz Dioszkoridész alkalmazott, valószínűleg egy, a Rheum nembe tartozó növényfajra. A rhéon szó pedig a Volga folyó ókori szkíta nevéből – a görögök hallásához és nyelvük szabályaihoz igazítva Oaros (Οαρος), Rha (Ρα), Rhos (Ρος) – ered. Az eredeti szkíta szó Fischer Károly Antal szerint Ár volt.

## Hatása
A rebarbaragyökér antranol-glikozidokat tartalmaz, amelyeknek aglikonjai, az emodinok hashajtó hatásúak.

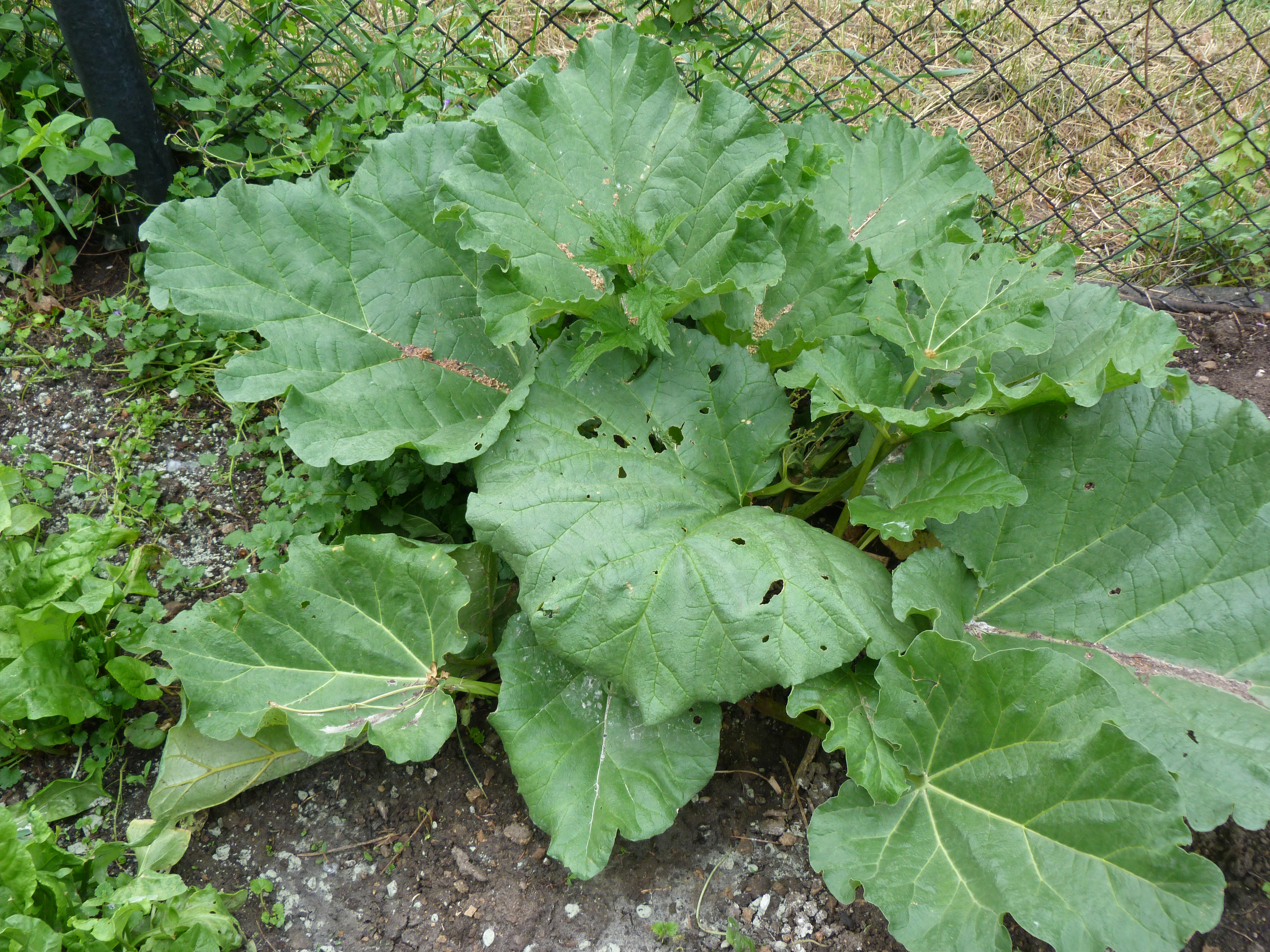
Rebarbara

## További ismertetők
- A rebarbara termesztése és felhasználása Archiválva 2010. március 16-i dátummal a Wayback Machine-ben
- A rebarbara védi májunkat, enyhíti az aranyeres panaszokat